# Situationsmodell (Schulz von Thun)
Das Situationsmodell ist eines der sechs Modelle der Hamburger Kommunikationspsychologie nach  Friedemann Schulz von Thun. Es zeigt, dass vier Komponenten von Bedeutung sind, um die Wahrheit der Situation (→Stimmigkeit) zu erfassen:

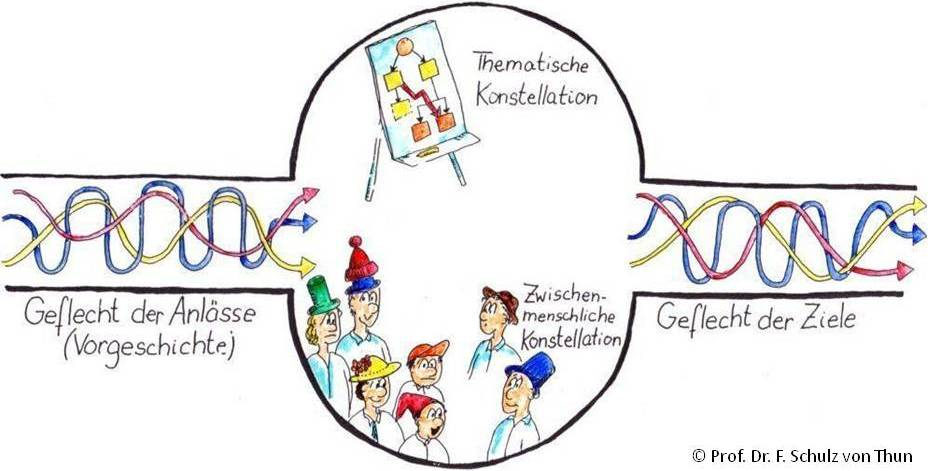
Schaubild Situationsmodell nach Schulz von Thun

1. Der Eingangskanal steht für die Vorgeschichte und für die gegebenen Anlässe, die zu der Situation geführt haben. Menschliche Begegnungen und Gespräche ereignen sich in vielen Fällen nicht spontan und absichtslos, sondern sie finden, besonders im beruflichen Bereich, aufgrund einer Verabredung oder einer Einladung statt. Damit das Treffen (die Sitzung, die Klausur, die Veranstaltung, das Gespräch) überhaupt zustande kommen kann, sind im Vorfeld Anlässe gegeben und Kräfte wirksam. Fragen, die diese Komponente aufhellen, sind zum Beispiel: „Was war der Anlass für dieses Treffen? Wer hat in wessen Auftrag dazu eingeladen? Was ist dem Treffen schon vorausgegangen an Vorklärungen, Telefonaten, vorbereitenden Gesprächen? Wer mit wem und welchem Ergebnis?“ Manchmal hat jeder Teilnehmer des Treffens seine eigene, nur ihm bekannte Vorgeschichte. Dann lohnt es sich meistens, in einer Anfangsrunde den persönlichen Hintergrund der Anwesenheit zu klären.
2. Der Oberbauch steht für die thematische Struktur. Damit ist gemeint: „Welche Themen führen uns zusammen? Was steht auf der Tagesordnung? Was gehört zu unserer Aufgabe, was nicht? In welche Unteraspekte strukturiert sich das Rahmenthema? Was ist thematisch vorgegeben, was ist hier unter uns erst noch zu erheben? Mit einem Wort: Worum geht es?“ Das Thema muss mit dem Anlass und mit der Zielsetzung in Übereinstimmung sein, sonst stimmt etwas nicht.
3. Der Unterbauch steht für die zwischenmenschliche Struktur der Beteiligten, nämlich: „Wer ist anwesend, wer ist hier zusammengekommen? Warum ausgerechnet diese und keine anderen? In welcher Funktion, in welcher Rolle, mit welchem Interesse, in wessen Auftrag? Ist die Zusammensetzung stimmig, das heißt, in Übereinstimmung mit Anlass, Thema und Zielsetzung? Wer fehlt? Warum? Bei welchen der Anwesenden ist unklar, warum bzw. wozu er dabei ist?“ In diesem Zusammenhang ist die Rolle (dargestellt als Hut), die die Personen innehaben, von großer Bedeutung. Denn es ist diese situative Rolle, welche meine Vorstellung davon prägt, was mein Beitrag zu einer Situation sein sollte und wie er vorzubringen ist.
4. Der Ausgangskanal steht für die Ziele des Treffens, was dabei herauskommen soll, z. B. eine Entscheidung, eine Vereinbarung, ein Konzept, ein gemeinsamer Informationsstand etc. Die Haupt- und Nebenziele, die die Anwesenden in das Treffen hinein tragen, werden nicht alle gleich sein, daher ist das Geflecht der Ziele als Fadengewirr symbolisiert. Zur Erleichterung einer situationsgerechten Kommunikation ist es dienlich, wenn der Leiter seine Zielsetzung des Treffens verbindlich herausstellt und mit den Zielen der Anwesenden abgleicht.

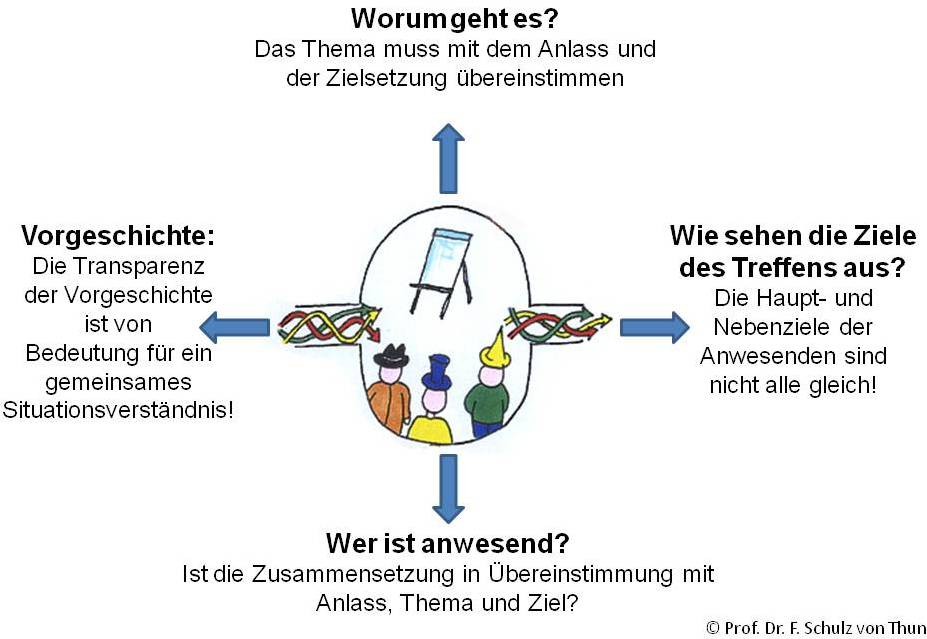
Schaubild Situationsmodell nach Schulz von Thun

Mithilfe des Situationsmodells wird also die Summe all jener Umstände zu erfassen gesucht, welche in der Situation enthalten sind, ihren Schwerpunkt definieren und die psychische Realität der Anwesenden beeinflussen. Mit diesem Wissen kann es gelingen z. B. Gespräche, Besprechungen und Zusammenkünfte situationslogisch und systemgerecht zu handhaben.